# Antímaco
Antímaco (em grego clássico: Ἀντίμαχος), de Cólofon ou Claros, poeta e gramático grego, floresceu cerca de 400 a.C.. Quase nada se sabe da sua vida. Seus esforços poéticos não eram geralmente apreciados, embora ele tenha recebido incentivo de seu contemporâneo mais jovem, Platão.
Seus trabalhos principais foram: um poema épico sobre Tebas, um relato da expedição dos Sete contra Tebas e da expedição dos epígonos; e um poema elegíaco, Lydē, assim chamado por ser o nome da amante do poeta, de cuja morte Antímaco procurou se consolar contando histórias míticas de amores infelizes. Antímaco foi o criador da poesia épica "erudita", e precursor da escola de Alexandria, cujos críticos atribuíram a ele o lugar ao lado de Homero. Preparou também uma recensão crítica dos poemas homéricos.
Fragmentos de obras de Antímaco foram publicados por Stoll em 1845, depois por Kinkel nos Fragmenta Epicorum Graecorum (fragmentos de poetas épicos gregos), em 1877, e por Bergk nos Poetae Lyrici Graeci (1882). No século XX, foram publicados em inglês por V. J. Matthews em 1996.
Antímaco não deve ser confundido com Antímaco de Teos, poeta que viveu antes dele e a quem o poema cíclico Os Epígonos foi atribuído, embora essa atribuição possa resultar de engano.